# Uga (Lanzarote)
Pour les articles homonymes, voir UGA.
Uga est un village de la commune de Yaiza, à Lanzarote dans les Îles Canaries. 

## Vues du village

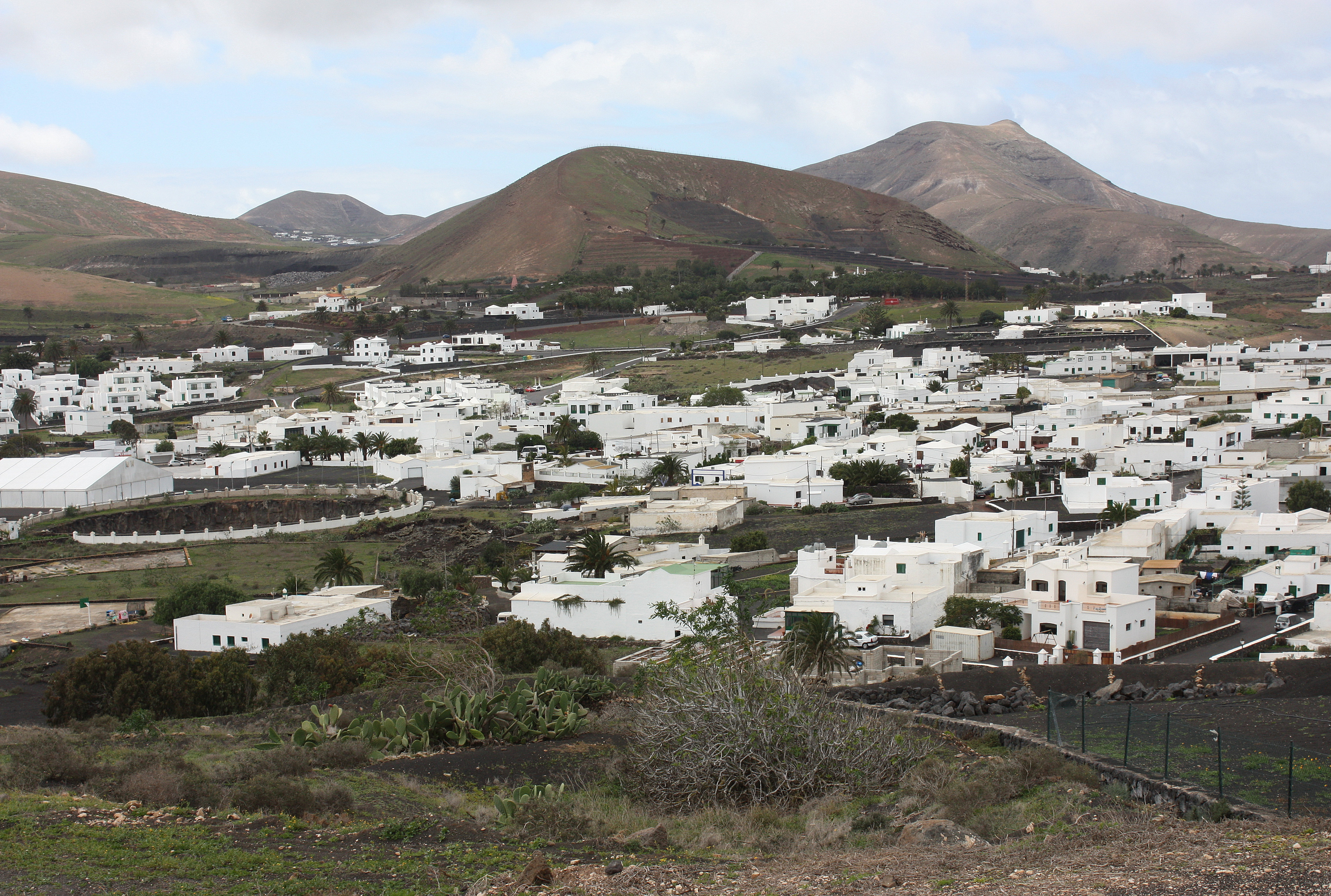
Vue du village.
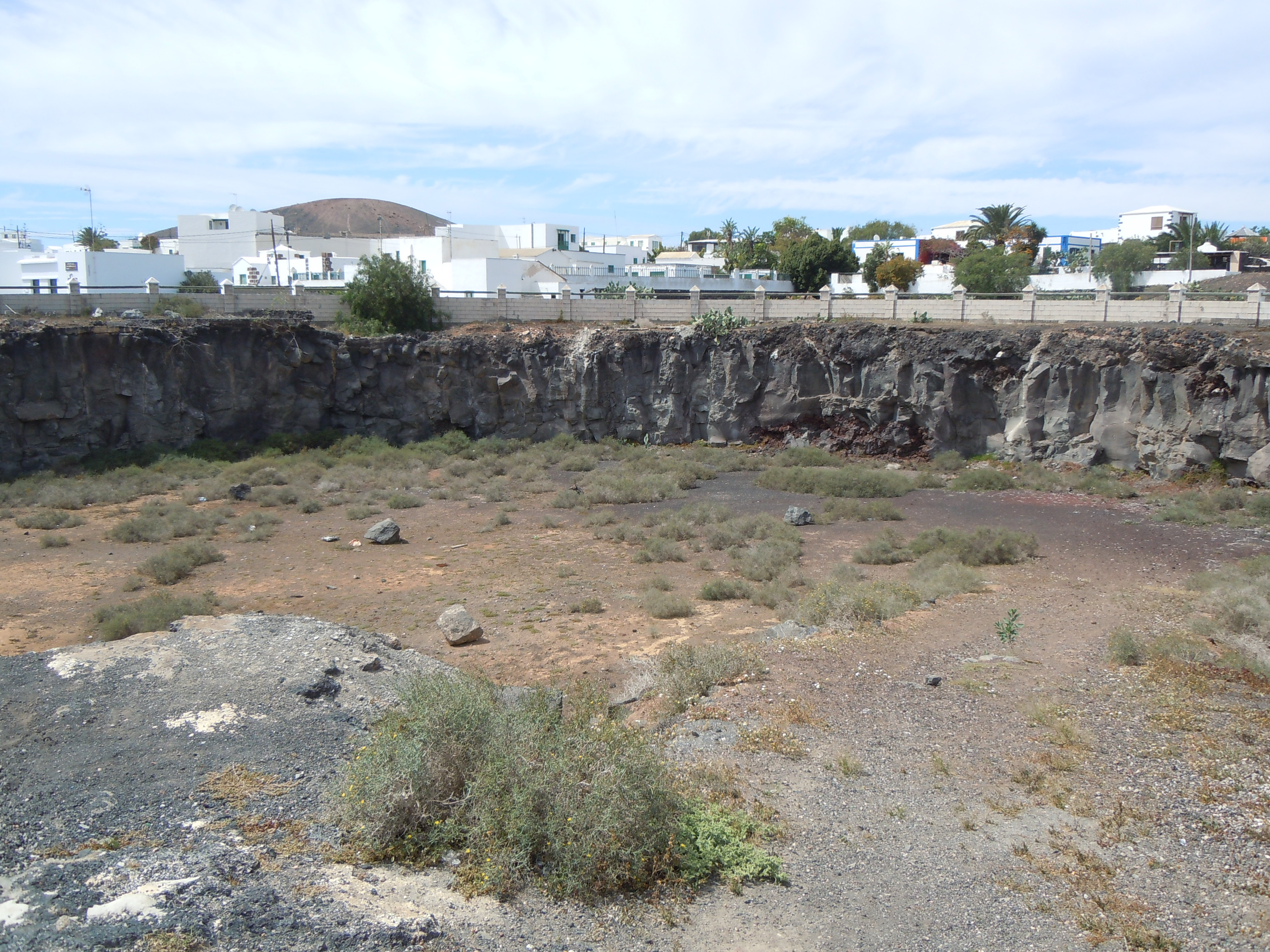
El Terrero ancienne carrière au centre du village, reconvertie en arène puis abandonnée.
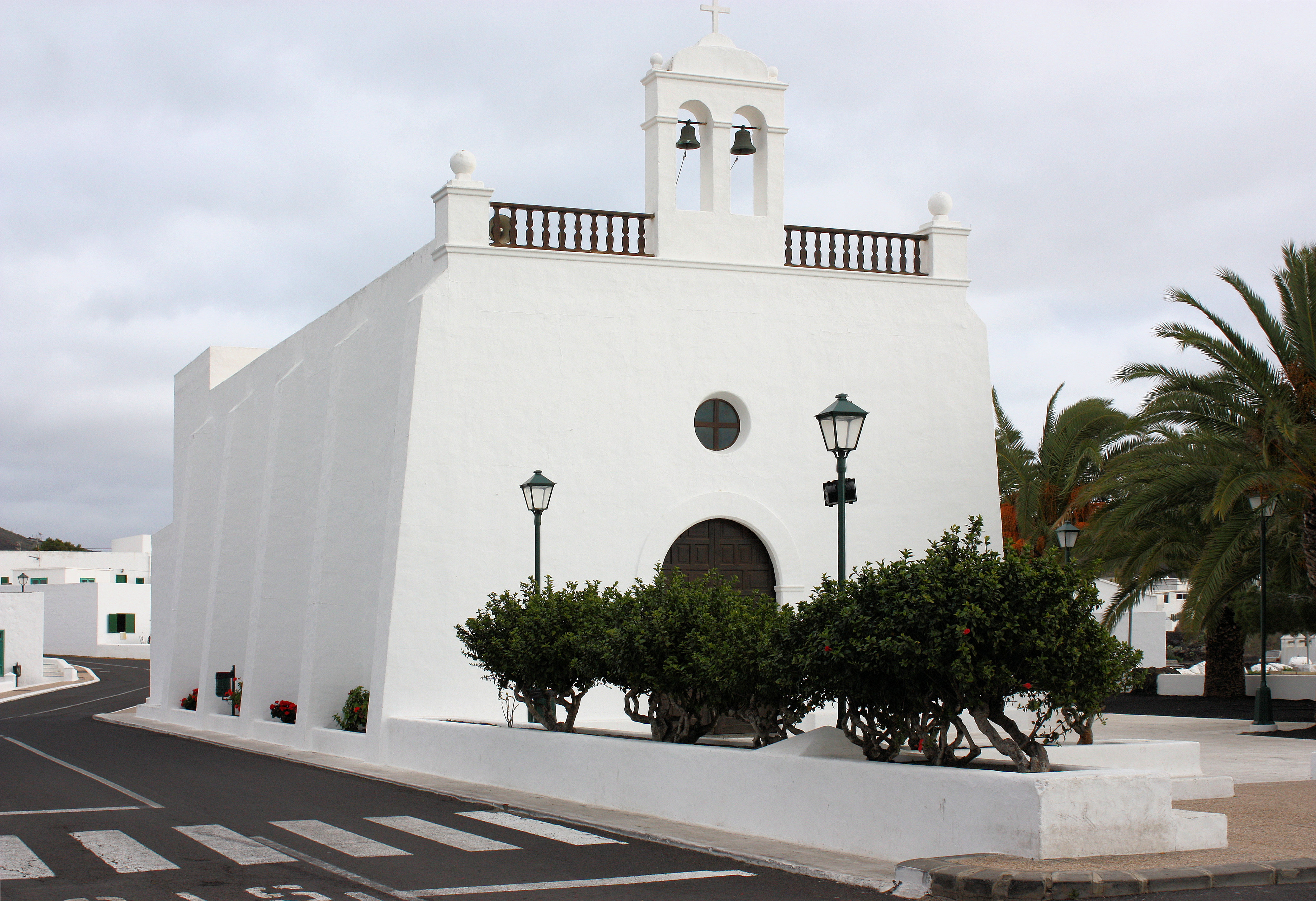
Église de Uga.